# 戈当
戈当（法語：Gaudent）是法国上比利牛斯省的一个市镇，属于巴涅雷德比戈尔区（Bagnères-de-Bigorre）莫莱翁巴鲁斯县（Mauléon-Barousse）。该市镇总面积1.57平方公里，2009年时的人口为47人。

## 人口
戈当人口变化图示